# Bur Dubai

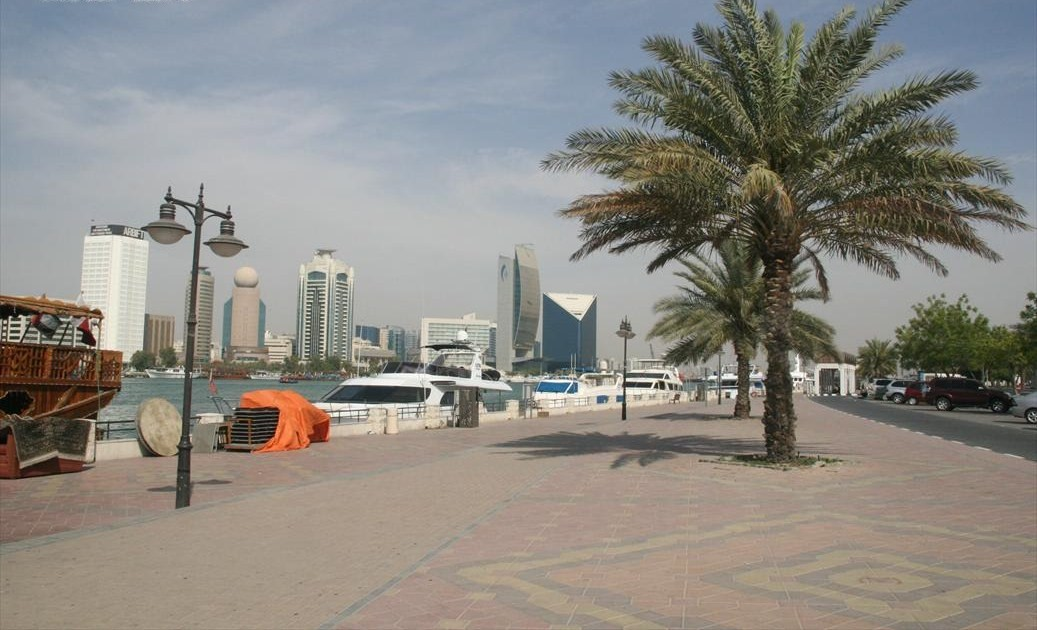
Bur Dubai cạnh Nhánh sông Dubai, đối diện Deira.

Bur Dubai (tiếng Ả Rập: بر دبي) là một quận lịch sử ở Dubai, Các Tiểu vương quốc Ả Rập Thống nhất, nằm ở phía tây của lạch Dubai. Tên theo nghĩa đen có nghĩa là Dubai đại lục. Điều này là do Bur Dubai trong lịch sử bao gồm tất cả các quận nằm giữa bờ phía tây của lạch và Jumeirah. Tòa án Ruler nằm ở trong quận tiếp giáp với Đại Thánh đường Hồi giáo.
Khu vực này là nhà của một số thánh đường Hồi giáo bao gồm Đại Thánh đường Hồi giáo lớn nhất của thành phố và thánh đường Hồi giáo Iran lát gạch màu xanh. Ngôi đền Hindu duy nhất của đất nước nằm giữa Đại thánh đường Hồi giáo và con lạch.
Đây là nơi có nhiều địa điểm nổi tiếng dành cho khách du lịch bao gồm các tòa nhà lịch sử và bảo tàng đã được cải tạo lại. Quận có nhiều phố mua sắm và các chợ (hoặc souk), bao gồm chợ dệt gần trạm thuyền abra mặc dù hầu hết các khu chợ nổi tiếng đều nằm ở Deira.

## Khu lịch sử
Khu vực lịch sử Al Bastakiya nằm ở phía đông của Pháo đài Al Fahidi (hiện là nhà của Bảo tàng Dubai) và có nhà ở trong sân cũ có thể nhận dạng được với các tháp của nó. Shindagha nằm phía tây bắc, nằm giữa Bur Dubai, lạch và biển là địa điểm lịch sử của các nhà cai trị trên bán đảo.

## Phát triển
Giữa năm 2013 và 2016, Lạch Dubai được mở rộng, biến Bur Dubai thành một hòn đảo. Bur Dubai là một khu vực sinh sống phổ biến bao gồm một số tòa nhà chung cư.
Tuyến tàu điện ngầm Dubai Red Line đi qua Bur Dubai kết nối với sân bay.